# Cúp bóng đá châu Á 2019 (Bảng C)
Bảng C của Cúp bóng đá châu Á 2019 sẽ diễn ra từ ngày 7 đến ngày 16 tháng 1 năm 2019. Bảng này bao gồm Hàn Quốc, Trung Quốc, Kyrgyzstan, và Philippines. Hai đội tuyển đứng đầu, có thể cùng với đội xếp thứ ba (nếu họ được xếp hạng là một trong bốn đội tốt nhất), sẽ giành quyền vào vòng 16 đội.
Hàn Quốc là cựu vô địch duy nhất trong bảng, đã thắng cả hai kỳ năm 1956 và 1960. Cả hai đội là Philippines và Kyrgyzstan đều tham dự lần đầu trong giải đấu.

## Các đội tuyển
| Vị trí bốc thăm | Đội tuyển   | Khu vực | Tư cách vượt qua vòng loại                          | Ngày vượt qua vòng loại | Tham dự chung kết | Tham dự cuối cùng | Thành tích tốt nhất lần trước | Bảng xếp hạng FIFA | Bảng xếp hạng FIFA |
| Vị trí bốc thăm | Đội tuyển   | Khu vực | Tư cách vượt qua vòng loại                          | Ngày vượt qua vòng loại | Tham dự chung kết | Tham dự cuối cùng | Thành tích tốt nhất lần trước | Tháng 4-2018       | Tháng 12-2018      |
| --------------- | ----------- | ------- | --------------------------------------------------- | ----------------------- | ----------------- | ----------------- | ----------------------------- | ------------------ | ------------------ |
| C1              | Hàn Quốc    | EAFF    | Nhất bảng G (vòng 2)                                | 13 tháng 1 năm 2016     | 14 lần            | 2015 (á quân)     | Vô địch (1956, 1960)          | 61                 | 53                 |
| C2              | Trung Quốc  | EAFF    | Nhì bảng C (vòng 2) (đội xếp hạng 2 tốt nhất thứ 4) | 29 tháng 3 năm 2016     | 12 lần            | 2015 (tứ kết)     | Á quân (1984, 2004)           | 73                 | 76                 |
| C3              | Kyrgyzstan  | CAFA    | Nhì bảng A (vòng 3)                                 | 22 tháng 3 năm 2018     | 1 lần             | —                 | Lần đầu                       | 75                 | 91                 |
| C4              | Philippines | AFF     | Nhất bảng F (vòng 3)                                | 27 tháng 3 năm 2018     | 1 lần             | —                 | Lần đầu                       | 113                | 116                |

Ghi chú
1. ↑  Bảng xếp hạng của tháng 4 năm 2018 đã được sử dụng để hạt giống cho bốc thăm vòng chung kết.

## Bảng xếp hạng
| VT | Đội         | ST | T | H | B | BT | BB | HS | Đ | Giành quyền tham dự                     |
| -- | ----------- | -- | - | - | - | -- | -- | -- | - | --------------------------------------- |
| 1  | Hàn Quốc    | 3  | 3 | 0 | 0 | 4  | 0  | +4 | 9 | Giành quyền vào vòng đấu loại trực tiếp |
| 2  | Trung Quốc  | 3  | 2 | 0 | 1 | 5  | 3  | +2 | 6 | Giành quyền vào vòng đấu loại trực tiếp |
| 3  | Kyrgyzstan  | 3  | 1 | 0 | 2 | 4  | 4  | 0  | 3 | Giành quyền vào vòng đấu loại trực tiếp |
| 4  | Philippines | 3  | 0 | 0 | 3 | 1  | 7  | −6 | 0 |                                         |

Trong vòng 16 đội:
- Nhất bảng C sẽ giành quyền thi đấu với đội xếp thứ ba của bảng A, bảng B, hoặc bảng F.
- Nhì bảng C sẽ giành quyền thi đấu với nhì bảng A.
- Đội xếp thứ ba của bảng C có thể giành quyền thi đấu với nhất bảng A hoặc bảng B.

## Các trận đấu
Tất cả thời gian được liệt kê là GST (UTC+4).

### Trung Quốc vs Kyrgyzstan
| Trung Quốc                            | 2–1      | Kyrgyzstan     |
| ------------------------------------- | -------- | -------------- |
| - Matyash 50' (l.n.) - Vũ Đại Bảo 78' | Chi tiết | - Israilov 42' |

| Trung Quốc | Kyrgyzstan |

| GK                  | 1  | Nhan Tuấn Lăng      |  |     |
| CB                  | 5  | Trương Lâm Bồng     |  |     |
| CB                  | 4  | Thạch Kha           |  | 46' |
| CB                  | 6  | Phùng Tiêu Đình (c) |  |     |
| RWB                 | 17 | Trương Trình Đống   |  | 89' |
| LWB                 | 19 | Lưu Dương           |  |     |
| CM                  | 15 | Ngô Hy              |  |     |
| CM                  | 13 | Trì Trung Quốc      |  |     |
| CM                  | 16 | Kim Kính Đạo        |  | 24' |
| CF                  | 18 | Cao Lâm             |  |     |
| CF                  | 7  | Vũ Lỗi              |  |     |
| Vào sân thay người: |    |                     |  |     |
| FW                  | 22 | Vũ Đại Bảo          |  | 24' |
| MF                  | 11 | Hao Tuấn Mẫn        |  | 46' |
| DF                  | 2  | Lưu Dịch Minh       |  | 89' |
| Huấn luyện viên:    |    |                     |  |     |
| Marcello Lippi      |    |                     |  |     |

| GK                  | 1  | Pavel Matyash          |     |     |
| RB                  | 2  | Valery Kichin (c)      |     |     |
| CB                  | 23 | Akhlidin Israilov      |     | 61' |
| CB                  | 17 | Daniel Tagoe           |     |     |
| LB                  | 3  | Tamirlan Kozubaev      |     |     |
| RM                  | 11 | Bekzhan Sagynbaev      |     |     |
| CM                  | 18 | Kairat Zhyrgalbek Uulu | 57' |     |
| CM                  | 21 | Farhat Musabekov       |     |     |
| LM                  | 9  | Edgar Bernhardt        |     | 82' |
| CF                  | 10 | Mirlan Murzaev         |     |     |
| CF                  | 19 | Vitalij Lux            |     | 88' |
| Vào sân thay người: |    |                        |     |     |
| MF                  | 22 | Anton Zemlianukhin     |     | 61' |
| MF                  | 8  | Aziz Sydykov           |     | 82' |
| FW                  | 14 | Ernist Batyrkanov      |     | 88' |
| Huấn luyện viên:    |    |                        |     |     |
| Aleksandr Krestinin |    |                        |     |     |

| Cầu thủ xuất sắc nhất trận: Vũ Lỗi (Trung Quốc) Trợ lý trọng tài: Mohamed Al-Hammadi (UAE) Hasan Al-Mahri (UAE) Trọng tài thứ tư: Ahmad Al-Roalle (Jordan) Trợ lý trọng tài bổ sung: Ali Sabah (Iraq) Ammar Al-Jeneibi (UAE) |

### Hàn Quốc vs Philippines
| Hàn Quốc          | 1–0      | Philippines |
| ----------------- | -------- | ----------- |
| - Hwang Ui-jo 67' | Chi tiết |             |

| Hàn Quốc | Philippines |

| GK                  | 1  | Kim Seung-gyu      |     |     |
| RB                  | 2  | Lee Yong           | 25' |     |
| CB                  | 4  | Kim Min-jae        |     |     |
| CB                  | 19 | Kim Young-gwon (c) |     |     |
| LB                  | 3  | Kim Jin-su         | 77' |     |
| CM                  | 5  | Jung Woo-young     | 52' |     |
| CM                  | 16 | Ki Sung-yueng      |     | 58' |
| RW                  | 10 | Lee Jae-sung       |     | 86' |
| AM                  | 13 | Koo Ja-cheol       |     | 64' |
| LW                  | 11 | Hwang Hee-chan     |     |     |
| CF                  | 18 | Hwang Ui-jo        |     |     |
| Vào sân thay người: |    |                    |     |     |
| MF                  | 6  | Hwang In-beom      |     | 58' |
| MF                  | 17 | Lee Chung-yong     |     | 64' |
| MF                  | 8  | Ju Se-jong         |     | 86' |
| Huấn luyện viên:    |    |                    |     |     |
| Paulo Bento         |    |                    |     |     |

| GK                  | 15 | Michael Falkesgaard |     |     |
| RB                  | 6  | Luke Woodland       |     |     |
| CB                  | 2  | Álvaro Silva        |     |     |
| CB                  | 12 | Stephan Palla       |     |     |
| LB                  | 11 | Daisuke Sato        |     |     |
| DM                  | 4  | John-Patrick Strauß |     | 89' |
| CM                  | 8  | Manuel Ott          |     | 78' |
| CM                  | 14 | Kevin Ingreso       |     | 75' |
| AM                  | 17 | Stephan Schröck (c) |     |     |
| CF                  | 18 | Patrick Reichelt    | 60' |     |
| CF                  | 20 | Javier Patiño       |     |     |
| Vào sân thay người: |    |                     |     |     |
| FW                  | 7  | Iain Ramsay         |     | 75' |
| DF                  | 13 | Adam Reed           |     | 78' |
| FW                  | 10 | Phil Younghusband   |     | 89' |
| Huấn luyện viên:    |    |                     |     |     |
| Sven-Göran Eriksson |    |                     |     |     |

| Cầu thủ xuất sắc nhất trận: Hwang Ui-jo (Hàn Quốc) Trợ lý trọng tài: Mohamed Salman (Bahrain) Yaser Tulefat (Bahrain) Trọng tài thứ tư: Mohammed Al-Abakry (Ả Rập Xê Út) Trợ lý trọng tài bổ sung: Mohanad Qassim (Iraq) Turki Al-Khudhayr (Ả Rập Xê Út) |

### Philippines vs Trung Quốc
| Philippines | 0–3      | Trung Quốc                         |
| ----------- | -------- | ---------------------------------- |
|             | Chi tiết | - Vũ Lỗi 40', 66' - Vũ Đại Bảo 80' |

| Philippines | Trung Quốc |

| GK                  | 15 | Michael Falkesgaard |     |     |
| RB                  | 2  | Álvaro Silva        | 34' |     |
| CB                  | 6  | Luke Woodland       |     |     |
| CB                  | 3  | Carli de Murga      |     | 66' |
| LB                  | 11 | Daisuke Sato        | 55' |     |
| RM                  | 14 | Kevin Ingreso       |     |     |
| CM                  | 4  | John-Patrick Strauß |     | 85' |
| CM                  | 17 | Stephan Schröck (c) |     |     |
| LM                  | 12 | Stephan Palla       |     |     |
| CF                  | 18 | Patrick Reichelt    |     | 88' |
| CF                  | 20 | Javier Patiño       |     |     |
| Vào sân thay người: |    |                     |     |     |
| FW                  | 10 | Phil Younghusband   |     | 66' |
| MF                  | 8  | Manuel Ott          |     | 85' |
| DF                  | 19 | Curt Dizon          |     | 88' |
| Huấn luyện viên:    |    |                     |     |     |
| Sven-Göran Eriksson |    |                     |     |     |

| GK                  | 1  | Nhan Tuấn Lăng  |     |     |
| CB                  | 5  | Trương Lâm Bồng |     |     |
| CB                  | 6  | Phùng Tiêu Đình | 73' |     |
| CB                  | 4  | Thạch Kha       |     |     |
| RM                  | 15 | Ngô Hy          |     |     |
| CM                  | 8  | Triệu Húc Nhật  |     | 72' |
| CM                  | 10 | Trịnh Chí (c)   |     | 83' |
| CM                  | 11 | Hao Tuấn Mẫn    |     |     |
| LM                  | 19 | Lưu Dương       |     |     |
| CF                  | 18 | Cao Lâm         |     | 80' |
| CF                  | 7  | Vũ Lỗi          |     |     |
| Vào sân thay người: |    |                 |     |     |
| MF                  | 20 | Vũ Hán Siêu     |     | 72' |
| FW                  | 22 | Vũ Đại Bảo      |     | 80' |
| MF                  | 13 | Trì Trung Quốc  |     | 83' |
| Huấn luyện viên:    |    |                 |     |     |
| Marcello Lippi      |    |                 |     |     |

| Cầu thủ xuất sắc nhất trận: Vũ Lỗi (Trung Quốc) Trợ lý trọng tài: Mohd Yusri Muhamad (Malaysia) Mihara Jun (Nhật Bản) Trọng tài thứ tư: Mohamed Al-Hammadi (UAE) Trợ lý trọng tài bổ sung: Sato Ryuji (Nhật Bản) Iida Jumpei (Nhật Bản) |

### Kyrgyzstan vs Hàn Quốc
| Kyrgyzstan | 0–1      | Hàn Quốc          |
| ---------- | -------- | ----------------- |
|            | Chi tiết | - Kim Min-jae 41' |

| Kyrgyzstan | Hàn Quốc |

| GK                  | 13 | Kutman Kadyrbekov      |     |     |
| RB                  | 18 | Kairat Zhyrgalbek Uulu |     |     |
| CB                  | 17 | Daniel Tagoe           |     |     |
| CB                  | 3  | Tamirlan Kozubaev      |     |     |
| LB                  | 2  | Valery Kichin (c)      |     |     |
| RM                  | 23 | Akhlidin Israilov      |     | 81' |
| CM                  | 9  | Edgar Bernhardt        |     | 77' |
| CM                  | 8  | Aziz Sydykov           |     | 69' |
| CM                  | 21 | Farhat Musabekov       |     |     |
| LM                  | 11 | Bekzhan Sagynbaev      |     |     |
| CF                  | 10 | Mirlan Murzaev         |     |     |
| Vào sân thay người: |    |                        |     |     |
| FW                  | 19 | Vitalij Lux            |     | 69' |
| MF                  | 20 | Bakhtiyar Duyshobekov  |     | 77' |
| MF                  | 7  | Tursunali Rustamov     | 83' | 81' |
| Huấn luyện viên:    |    |                        |     |     |
| Aleksandr Krestinin |    |                        |     |     |

| GK                  | 1  | Kim Seung-gyu      |     |     |
| RB                  | 2  | Lee Yong           | 79' |     |
| CB                  | 4  | Kim Min-jae        |     |     |
| CB                  | 19 | Kim Young-gwon (c) |     |     |
| LB                  | 14 | Hong Chul          |     |     |
| RM                  | 11 | Hwang Hee-chan     |     |     |
| CM                  | 6  | Hwang In-beom      |     |     |
| CM                  | 5  | Jung Woo-young     |     |     |
| CM                  | 13 | Koo Ja-cheol       |     | 63' |
| LM                  | 17 | Lee Chung-yong     |     |     |
| CF                  | 18 | Hwang Ui-jo        |     | 82' |
| Vào sân thay người: |    |                    |     |     |
| MF                  | 8  | Ju Se-jong         |     | 63' |
| FW                  | 9  | Ji Dong-won        |     | 82' |
| Huấn luyện viên:    |    |                    |     |     |
| Paulo Bento         |    |                    |     |     |

| Cầu thủ xuất sắc nhất trận: Hwang In-beom (Hàn Quốc) Trợ lý trọng tài: Taleb Al-Marri (Qatar) Saud Al-Maqaleh (Qatar) Trọng tài thứ tư: Abu Bakar Al-Amri (Oman) Trợ lý trọng tài bổ sung: Abdulrahman Al-Jassim (Qatar) Khamis Al-Kuwari (Qatar) |

### Hàn Quốc vs Trung Quốc
| Hàn Quốc                                    | 2–0      | Trung Quốc |
| ------------------------------------------- | -------- | ---------- |
| - Hwang Ui-jo 14' (ph.đ.) - Kim Min-jae 51' | Chi tiết |            |

| Hàn Quốc | Trung Quốc |

| GK                  | 1  | Kim Seung-gyu     |  |     |
| RB                  | 22 | Kim Moon-hwan     |  |     |
| CB                  | 4  | Kim Min-jae       |  |     |
| CB                  | 19 | Kim Young-gwon    |  |     |
| LB                  | 3  | Kim Jin-su        |  |     |
| CM                  | 6  | Hwang In-beom     |  |     |
| CM                  | 5  | Jung Woo-young    |  |     |
| RW                  | 11 | Hwang Hee-chan    |  |     |
| AM                  | 17 | Lee Chung-yong    |  | 81' |
| LW                  | 7  | Son Heung-min (c) |  | 89' |
| CF                  | 18 | Hwang Ui-jo       |  | 70' |
| Vào sân thay người: |    |                   |  |     |
| FW                  | 9  | Ji Dong-won       |  | 70' |
| MF                  | 8  | Ju Se-jong        |  | 81' |
| MF                  | 13 | Koo Ja-cheol      |  | 89' |
| Huấn luyện viên:    |    |                   |  |     |
| Paulo Bento         |    |                   |  |     |

| GK                  | 1  | Nhan Tuấn Lăng    |     |     |
| RB                  | 2  | Lưu Dịch Minh     |     |     |
| CB                  | 5  | Trương Lâm Bồng   | 79' |     |
| CB                  | 4  | Thạch Kha         |     |     |
| LB                  | 19 | Lưu Dương         |     | 74' |
| CM                  | 10 | Trịnh Chí (c)     |     | 57' |
| CM                  | 17 | Trương Trình Đống | 21' |     |
| CM                  | 8  | Triệu Húc Nhật    | 20' |     |
| RW                  | 15 | Ngô Hy            |     | 61' |
| CF                  | 22 | Vũ Đại Bảo        |     |     |
| LW                  | 16 | Kim Kính Đạo      |     |     |
| Vào sân thay người: |    |                   |     |     |
| MF                  | 13 | Trì Trung Quốc    |     | 57' |
| FW                  | 18 | Cao Lâm           | 90' | 61' |
| MF                  | 20 | Vũ Hán Siêu       |     | 74' |
| Huấn luyện viên:    |    |                   |     |     |
| Marcello Lippi      |    |                   |     |     |

| Trợ lý trọng tài: Mohd Yusri Muhamad (Malaysia) Mohamad Zainal Abidin (Malaysia) Trọng tài thứ tư: Saud Al-Maqaleh (Qatar) Trợ lý trọng tài bổ sung: Khamis Al-Marri (Qatar) Khamis Al-Kuwari (Qatar) |

### Kyrgyzstan vs Philippines
| Kyrgyzstan          | 3–1      | Philippines   |
| ------------------- | -------- | ------------- |
| - Lux 24', 51', 77' | Chi tiết | - Schröck 80' |

| Kyrgyzstan | Philippines |

| GK                  | 13 | Kutman Kadyrbekov      |     |     |
| CB                  | 4  | Mustafa Iusupov        |     |     |
| CB                  | 3  | Tamirlan Kozubaev      | 12' |     |
| CB                  | 2  | Valery Kichin (c)      |     |     |
| RM                  | 18 | Kairat Zhyrgalbek Uulu |     |     |
| CM                  | 23 | Akhlidin Israilov      |     | 73' |
| CM                  | 9  | Edgar Bernhardt        | 66' |     |
| CM                  | 21 | Farhat Musabekov       | 36' | 80' |
| LM                  | 11 | Bekzhan Sagynbaev      |     |     |
| SS                  | 10 | Mirlan Murzaev         |     | 85' |
| CF                  | 19 | Vitalij Lux            |     |     |
| Vào sân thay người: |    |                        |     |     |
| MF                  | 8  | Aziz Sydykov           |     | 73' |
| MF                  | 22 | Anton Zemlianukhin     |     | 80' |
| MF                  | 7  | Tursunali Rustamov     |     | 85' |
| Huấn luyện viên:    |    |                        |     |     |
| Aleksandr Krestinin |    |                        |     |     |

| GK                  | 15 | Michael Falkesgaard |       |     |
| CB                  | 6  | Luke Woodland       | 66'   |     |
| CB                  | 13 | Adam Reed           |       | 60' |
| CB                  | 2  | Álvaro Silva        | 45'   |     |
| RWB                 | 12 | Stephan Palla       | 2'    | 75' |
| LWB                 | 11 | Daisuke Sato        |       |     |
| RM                  | 18 | Patrick Reichelt    |       |     |
| CM                  | 8  | Manuel Ott          |       | 59' |
| CM                  | 17 | Stephan Schröck (c) |       |     |
| LM                  | 14 | Kevin Ingreso       | 90+1' |     |
| CF                  | 20 | Javier Patiño       |       |     |
| Vào sân thay người: |    |                     |       |     |
| FW                  | 10 | Phil Younghusband   |       | 59' |
| FW                  | 23 | James Younghusband  |       | 60' |
| DF                  | 19 | Curt Dizon          |       | 75' |
| Huấn luyện viên:    |    |                     |       |     |
| Sven-Göran Eriksson |    |                     |       |     |

| Cầu thủ xuất sắc nhất trận: Vitalij Lux (Kyrgyzstan) Trợ lý trọng tài: Mohammed Al-Abakry (Ả Rập Xê Út) Ronnie Koh Min Kiat (Singapore) Trọng tài thứ tư: Palitha Hemathunga (Sri Lanka) Trợ lý trọng tài bổ sung: Muhammad Taqi (Singapore) Hettikamkanamge Perera (Sri Lanka) |

## Kỷ luật
Điểm đội đoạt giải phong cách sẽ được sử dụng làm các tiêu chí nếu các kỷ lục đối đầu và tổng thể của các đội tuyển vẫn hòa (và nếu loạt sút luân lưu không được áp dụng như một tiêu chí). Chúng được tính dựa trên các thẻ vàng và thẻ đỏ nhận được trong tất cả các trận đấu bảng như sau:
- thẻ vàng = 1 điểm
- thẻ đỏ với tư cách một kết quả của hai thẻ vàng = 3 điểm
- thẻ đỏ trực tiếp = 3 điểm
- thẻ vàng tiếp theo sau thẻ đỏ trực tiếp = 4 điểm

Chỉ một trong những khoản khấu trừ trên sẽ được áp dụng cho một cầu thủ trong một trận đấu duy nhất.
| Đội tuyển   | Trận 1   | Trận 1                                    | Trận 1 | Trận 1            | Trận 2   | Trận 2                                    | Trận 2 | Trận 2            | Trận 3   | Trận 3                                    | Trận 3 | Trận 3            | Điểm |
| Đội tuyển   | Thẻ vàng | Thẻ vàng · Thẻ vàng-đỏ (thẻ đỏ gián tiếp) | Thẻ đỏ | Thẻ vàng · Thẻ đỏ | Thẻ vàng | Thẻ vàng · Thẻ vàng-đỏ (thẻ đỏ gián tiếp) | Thẻ đỏ | Thẻ vàng · Thẻ đỏ | Thẻ vàng | Thẻ vàng · Thẻ vàng-đỏ (thẻ đỏ gián tiếp) | Thẻ đỏ | Thẻ vàng · Thẻ đỏ | Điểm |
| ----------- | -------- | ----------------------------------------- | ------ | ----------------- | -------- | ----------------------------------------- | ------ | ----------------- | -------- | ----------------------------------------- | ------ | ----------------- | ---- |
| Hàn Quốc    | 3        |                                           |        |                   | 1        |                                           |        |                   |          |                                           |        |                   | −4   |
| Trung Quốc  |          |                                           |        |                   | 1        |                                           |        |                   | 4        |                                           |        |                   | −5   |
| Kyrgyzstan  | 1        |                                           |        |                   | 1        |                                           |        |                   | 3        |                                           |        |                   | −5   |
| Philippines | 2        |                                           |        |                   | 2        |                                           |        |                   | 4        |                                           |        |                   | −8   |